# Zorita de los Canes
Zorita de los Canes (oder kurz Zorita) ist eine zentralspanischer Ort und eine Gemeinde (municipio) mit 65 Einwohnern (Stand: 2024) in der Provinz Guadalajara in der Autonomen Region Kastilien-La Mancha. Die Gemeinde gehört zur dünnbesiedelten Region der Serranía Celtibérica.

## Lage und Klima
Der knapp 600 m hoch gelegene Ort Zorita de los Canes liegt am Fluss Tajo im äußersten Süden der Landschaft der Alcarria im Norden des Südteils der Iberischen Hochebene (meseta). Die Provinzhauptstadt Guadalajara ist ca. 50 km (Fahrtstrecke) in nordwestlicher Richtung entfernt; der sehenswerte Ort Pastrana befindet sich knapp 12 km nördlich. Das Klima im Winter ist gemäßigt, im Sommer dagegen warm bis heiß; die eher geringen Niederschlagsmengen (ca. 405 mm/Jahr) fallen – mit Ausnahme der nahezu regenlosen Sommermonate – verteilt übers ganze Jahr.

## Bevölkerungsentwicklung
| Jahr      | 1857 | 1900 | 1950 | 2000 | 2019 |
| Einwohner | 199  | 554  | 569  | 96   | 78   |

Infolge der Mechanisierung der Landwirtschaft, der Aufgabe bäuerlicher Kleinbetriebe und des daraus resultierenden Verlusts von Arbeitsplätzen ist die Einwohnerzahl der Gemeinde seit der Mitte des 20. Jahrhunderts deutlich abgesunken (Landflucht).

## Wirtschaft
Die Menschen früherer Jahrhunderte lebten hauptsächlich als Selbstversorger vom Ackerbau und von der Viehwirtschaft, deren haltbare Produkte (Käse, Wurst, Tierhäute und Wolle) bei fahrenden Händlern getauscht oder verkauft werden konnten.

## Geschichte
Kelten, Römer und Westgoten hinterließen keine verwertbaren Spuren auf dem Gemeindegebiet und selbst die Mauren hinterließen so gut wie nichts außer der Burg (kasbah oder alcazaba). In der zweiten Hälfte des 11. Jahrhunderts wurden sie durch die Armee König Alfons VI. von León wieder aus der Region vertrieben (reconquista). Im Jahr 1124 wurden Ort und Burg von den Tempelrittern eingenommen; 50 Jahre später übergab Alfons VIII. von Kastilien beide den Rittern des Calatravaordens, doch fielen sie bereits im frühen 13. Jahrhundert wieder an die kastilische Krone zurück. Im Jahr 1565 gab Philipp II. die Grundherrschaft (señorio) über den Ort an den gerade erst zum Herzog von Pastrana ernannten Adligen Ruy Gómez de Silva, der wenige Jahre später (1573) verstarb. Dessen Gemahlin, Ana de Mendoza y de la Cerda, die „Prinzessin von Eboli“, führte das Regiment bis zu ihrem Tod im Jahr 1592 fort.

## Sehenswürdigkeiten

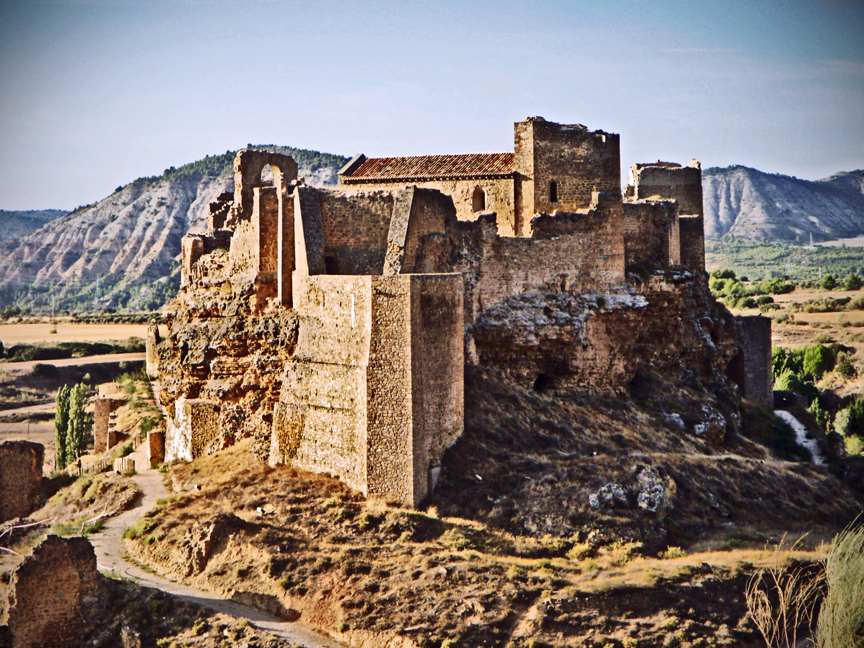
Zorita de los Canes – Alcazaba

- Der Ursprung der Burg (castillo oder alcazaba) reicht wahrscheinlich bis ins 10. Jahrhundert zurück; auch westgotische Ursprünge werden ins Spiel gebracht. Sie thront auf einem Felsen, dessen unregelmäßige Formen sie aufnimmt und sogar noch verstärkt. Mehrere Eingänge (z. T. mit Hufeisenbögen) führen auf einen Innenhof, dessen Mitte von einer einschiffigen romanischen Kirche mit Krypta eingenommen wird. In der Kirche haben sich das Rippengewölbe der Apsis und einige mit abstrakten Mustern verzierte Kapitelle erhalten.[4][5][6]
- Die Iglesia de San Juan Bautista entstand im 16. Jahrhundert als dreischiffige Kirche; der zweigeteilte Glockengiebel (espadaña) ist eine spätere Hinzufügung. Das Innere der Kirche wird von Holzdecken überspannt. Ein möglicherweise westgotischer Taufstein (pila bautismal) hat sich erhalten.

Umgebung
- Ca. 2 km südlich des Ortes befindet sich die Ausgrabungsstätte der westgotischen Stadt Reccopolis.